# Mettenhof
Mettenhof ist ein Stadtteil im Westen von Kiel, in dem beginnend in den 1960er Jahren eine Großwohnsiedlung errichtet wurde.
Mit fluktuierenden 18.000 bis 20.000 Einwohnern ist Mettenhof seit mindestens dem Jahr 2010 knapp vor den Stadtteilen Wik, Elmschenhagen und Gaarden-Ost der bevölkerungsreichste Stadtteil Kiels.

## Allgemeines

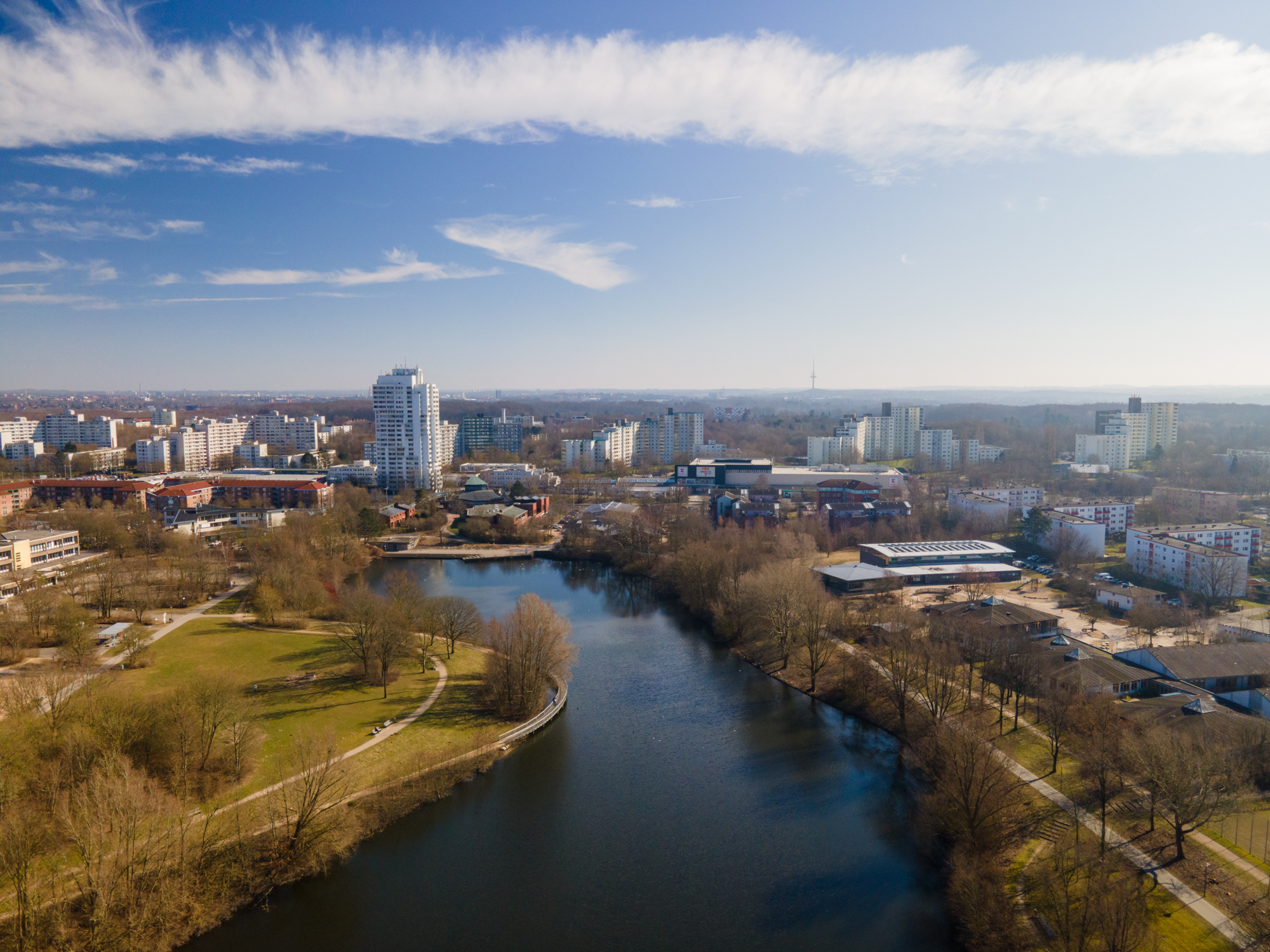
Blick vom Heidenberger Teich auf den „weißen Riesen“

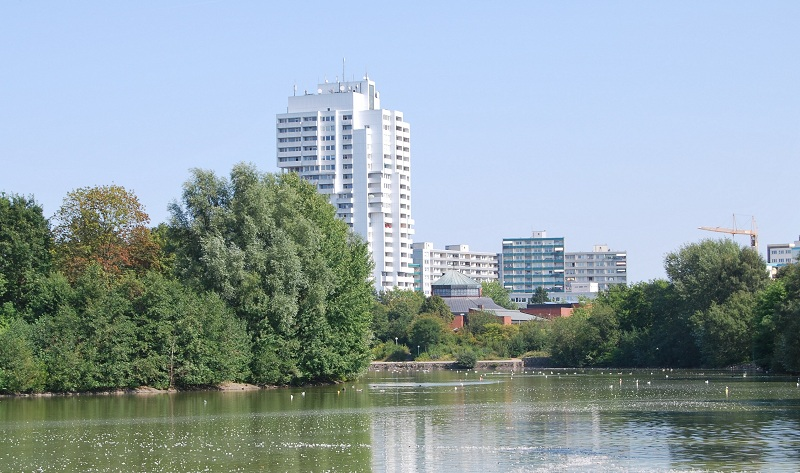
Mettenhof (Blick vom Heidenberger Teich zum „weißen Riesen“)

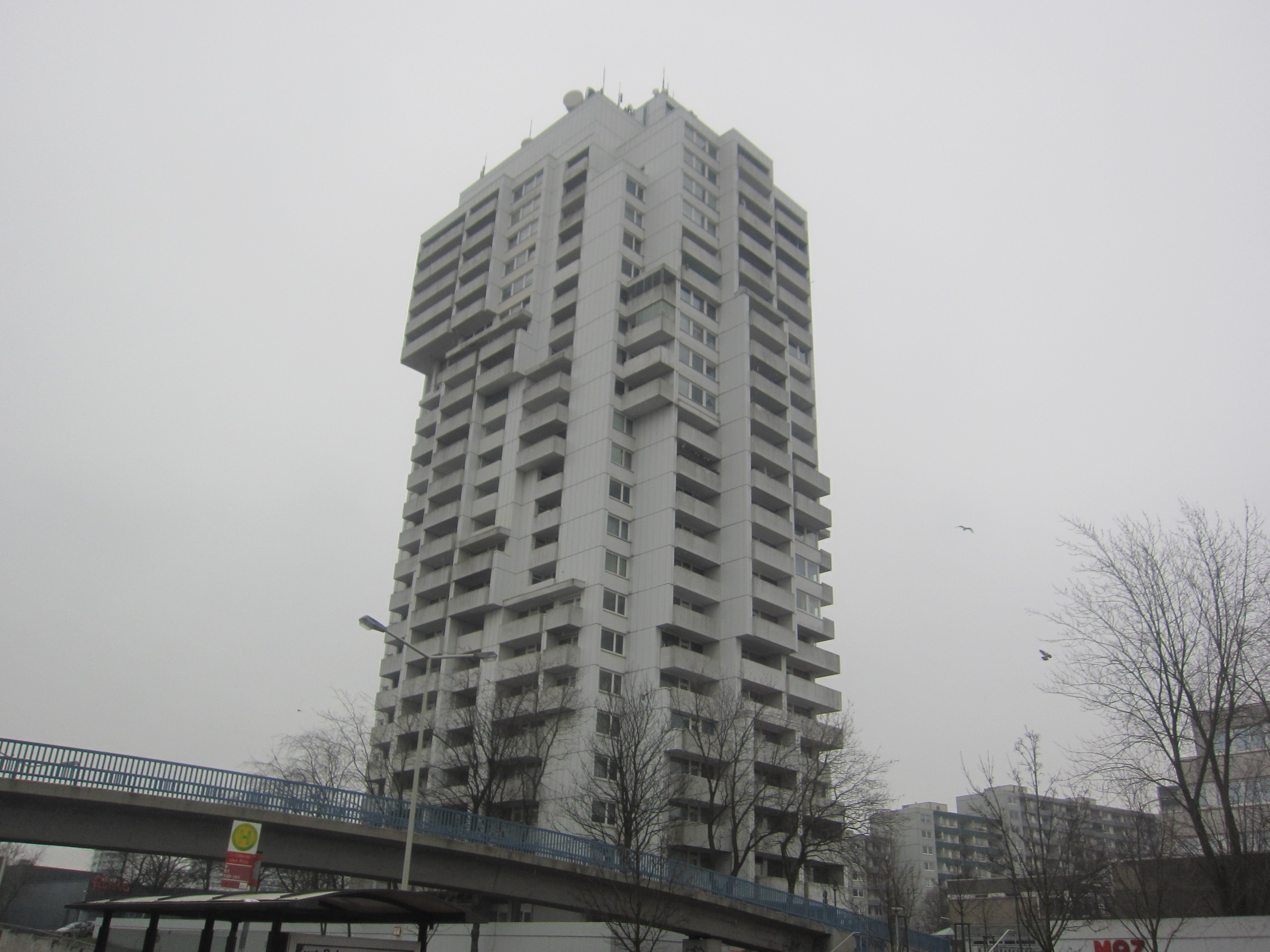
Weißer Riese

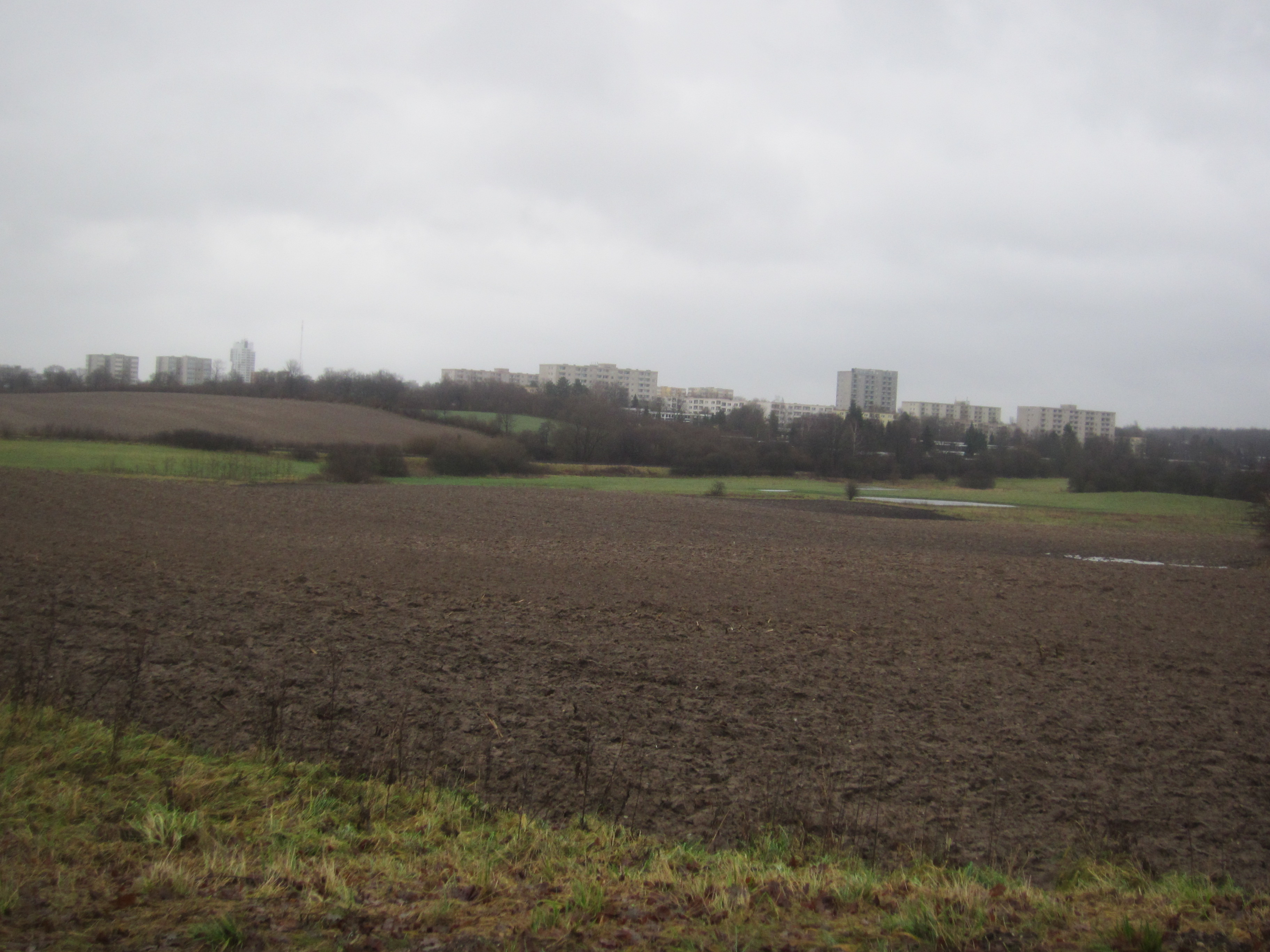
Panorama

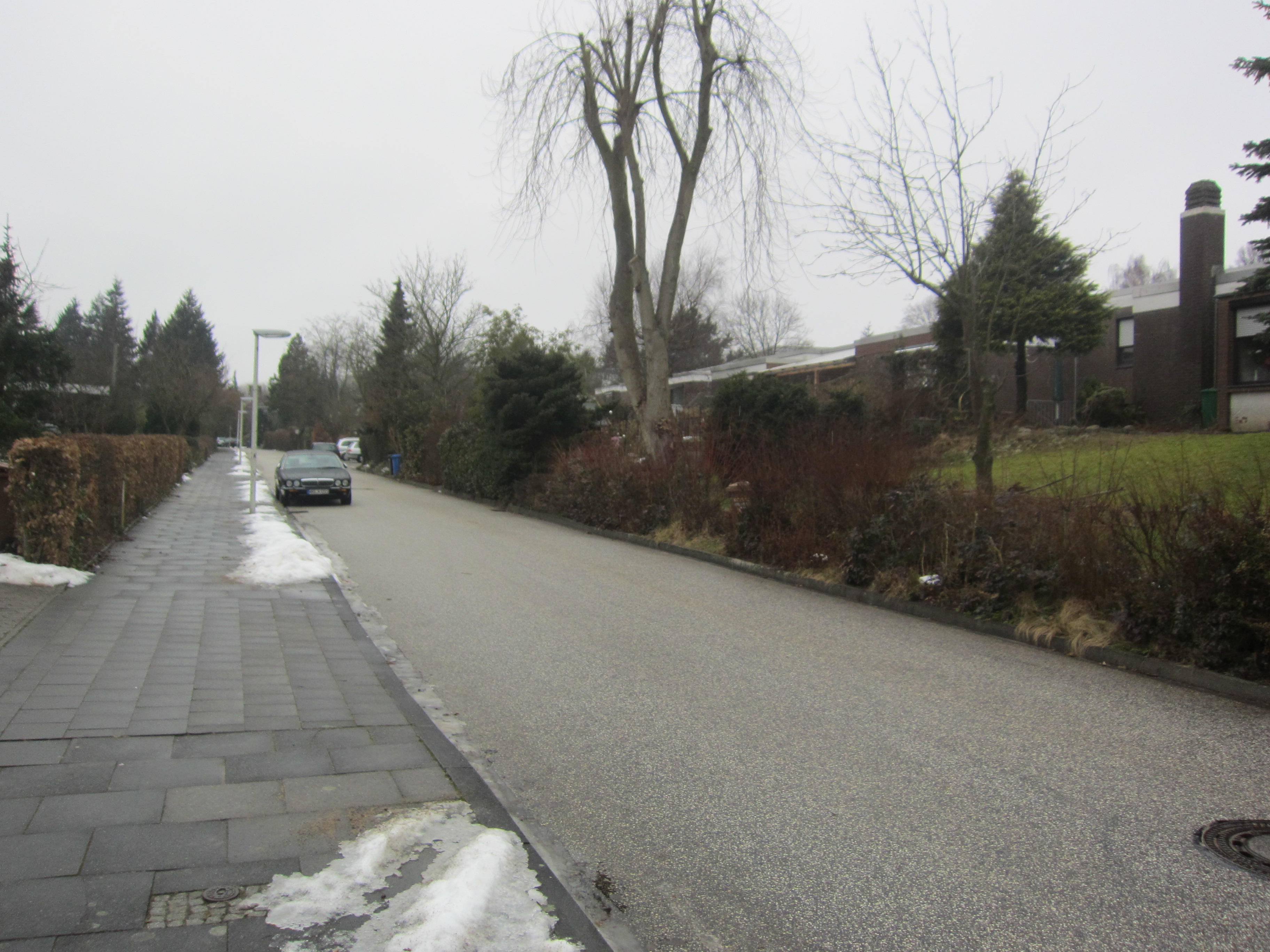
Kopenhagener Allee, Nebenstraße des Jütlandrings mit Bungalowbebauung

Mettenhof ist bekannt für seine Hochhäuser, die in den 1960er und 1970er Jahren erbaut wurden. Das höchste Gebäude, der Weiße Riese, im Stadtteil Mettenhof hat 25 Etagen, von denen 22 bewohnt sind. Die erste Etage beherbergt einen Imbiss und Versicherungsfilialen. Zwei Etagen werden als Trockenräume, Waschküchen oder Bodenräume genutzt und eine Etage beinhaltet die Werkräume der Aufzüge. Nach einem Wandel in der politischen und gesellschaftlichen Sichtweise setzt die heutige Bau- und Planungsstruktur Mettenhofs hauptsächlich auf moderne, niedriggeschossige Häuserblocks sowie Einfamilien- bzw. Reihenhäuser, die das Stadtteilbild nach und nach verändern. Beispiele dafür gibt es im zuletzt großflächig erschlossenen Gebiet (Quartier) Heidenberg sowie in den Nebenstraßen des Gebietes Jütlandring oder in der Umgebung des Heidenberger Teiches.
Die Sozialstruktur ist von hoher Arbeitslosigkeit, einer hohen Armutsdichte und einem hohen Ausländeranteil geprägt. Mettenhof wird als Stadtteil mit besonderem Entwicklungsbedarf eingestuft.
Ende 2019 hatte Mettenhof 19.897 Einwohner davon 22,4 % evangelisch, 9,4 % katholisch und 68,3 % hatten entweder eine andere Religionszugehörigkeit oder waren konfessionslos. Es gibt eine Ökumenische Kirchengemeinde in diesem Stadtteil.

## Geschichte
1676 baute Hans-Heinrich von Kielmannsegg, der Besitzer von Gut Quarnbek, einen neuen Nebenhof, einen Meierhof und nannte ihn zu Ehren seiner ersten Frau Metta von der Wisch, die 1675 mit 29 Jahren bei der Geburt des achten Kindes gestorben war, Mettenhof. Einen zweiten Meierhof nannte er nach seiner zweiten Frau Dorothea von Reventlow Dorotheenthal. Auch nach Kielmanneggs Tod 1686 gehörte Mettenhof zu Gut Quarnbek, bis 1937 ein späterer Besitzer, Ernst Behr, einen Teil des Landes an die Stadt Kiel verkaufte, die auf den 20 ha von 1937 bis 1939 eine kleine – baulich schlichte, eingeschossige – Siedlung für Werksangehörige eines örtlich ansässigen Unternehmens baute, die Siedlung Alt-Mettenhof.
1960 wurde auch das restliche Gebiet des ehemaligen Meierhofs Mettenhof von seinem damaligen Eigentümer an die Wohnungs- und Siedlungsgesellschaft Neue Heimat verkauft. 1963 trat die Gemeinde Melsdorf ihren Ortsteil Mettenhof an die Stadt Kiel ab; Mettenhof wurde am 1. Juni 1963 mit 526 Einwohnern nach Kiel eingemeindet. Zwei Jahre später, im Jahre 1965, wurde mit dem Bau des „neuen“ Stadtteils Mettenhof begonnen. Der Grundstein wurde im Rahmen der Kieler Woche 1965 gelegt. Zuerst wurde der südlichste Teil Mettenhofs, das Gelände zwischen den Straßen Hofholzallee und Kieler Weg im Norden sowie der Bahnstrecke Kiel-Hassee–Osterrönfeld im Süden mit dem Jütlandring und angrenzenden Straßen bebaut. Als sich in den 1970er Jahren der Wohnungsmarkt entspannte, wurden beim weiteren Ausbau Mettenhofs Richtung Norden anfangs geplante Wohneinheiten für 19.000 Menschen doch nicht gebaut. In den neunziger Jahren wurden der Osloring, der Bergenring umfangreich saniert. Am 1. November 2008 wurde das langersehnte Bürgerhaus mit Mensa eingeweiht. 2010 wurde mit dem Umbau des Heidenberger Teichs zu einem Natur- und Erlebnisraum begonnen. Auch das Einkaufszentrum am Kurt-Schumacher-Platz wurde saniert und der südliche Teil überdacht. 2012 war der Umbau im Bereich Heidenberger Teich und dem Schulhof BZM endgültig abgeschlossen. Die Gesamtinvestitionen belaufen sich auf 1,3 Mio. Euro. Zeitgleich wurde mit dem Bau einer Mensa/Sporthalle für die Schule am Heidenberger Teich begonnen. Im April 2013 wurde mit Bauarbeiten im Bereich des ehemaligen Parkdecks (2007 abgerissen) zwischen MEZ-Süd und der Stavangerstraße begonnen. Im Mai 2014 wurden die Bauarbeiten abgeschlossen. Der Gebäudekomplex (wo im 2. OG das Jobcenter untergebracht ist) der den ‘Kaufland’-Supermarkt sowie einem Parkplatz im Erdgeschoss umfasst, schließt direkt an das bestehende MEZ-Gebäude an, daher existiert die „Drontheimstraße“ nicht mehr.
Im August 2013 begannen auch bei famila umfangreiche Bauarbeiten. Hier wird nördlich an das Bestandsgebäude angebaut. Die Bauarbeiten wurden im Mai 2014 abgeschlossen.
Der Skandinaviendamm ist durchgehend für vierspurigen Ausbau vorgesehen, wie man insbesondere in Höhe Wittland an den Straßenlaternen und Brücken noch (2015) deutlich erkennen kann. Beim Bau wurde nur der südliche Teil bis zum Kurt-Schumacher-Platz vierspurig angelegt. Im Jahr 2000 wurde der Teil zwischen Kurt-Schumacher-Platz und Stockholmstraße vierspurig ausgebaut. In Mettenhof wurden (fast) sämtliche Straßen nach Städten, Inseln oder Personen, die in Beziehung zu den Nordischen Ländern stehen, benannt.

## Hof Akkerboom
Im Jahr 1982 wurde der ehemalige Bauernhof des Eeltje Akkerboom von dem Verein Hof Akkerboom e. V. übernommen, restauriert und als Stadtteil-Kultur- und Kommunikationszentrum neu eröffnet. 1998 wurde die Kulturscheune eröffnet und im November 2006 die Holzwerkstatt interessierten Hobbybastlern zur Verfügung gestellt. 2006 erfolgte der Neubau des Backhauses auf Hof Akkerboom, in dem Besucher Brot, Pizza und Kuchen zubereiten können. 2008 wurde die durch Brandstiftung zerstörte Kulturscheune neu eröffnet, in der Lesungen und Ausstellungen stattfinden.
2013 wurde im „Kuhstall“ des Hofs Akkerboom die Klönstuv eröffnet. Seit 2014 trifft sich in der Holzwerkstatt eine Demenz-Gruppe unter Anleitung einer Sozialpädagogin und einer Holzbildhauerin. Am 10. August 2015 zerstörte ein Feuer das Haupthaus des Hofs. Am Gebäude entstand Totalschaden. Nach dem einstimmigen Beschluss der Kieler Ratsversammlung sollte das Gebäude ab 2016 wieder aufgebaut werden. Seit September 2015 finden in der Kulturscheune wieder Veranstaltungen und Ausstellungen statt. Im Februar 2017 wurde mit dem Aufbau des neuen Haupthauses begonnen. Am 21. März 2018 wurde das neu errichtete Haupthaus (Tenne) des Hofs Akkerboom offiziell eröffnet.

## Politik
Bei den Kommunalwahlen am 26. Mai 2013 erhielten die CDU 27 % (4 Sitze), die SPD 47,1 % (6 Sitze),
die Grünen 9,0 % (1 Sitz) die FDP 4,3 % (1 Sitz), Die Linke 3,4 % (0 Sitze), der SSW 3,1 % (0 Sitze), die WaKB 2,9 % (0 Sitze), die Piraten 2,1 % (0 Sitze) und WIR 1,1 % (0 Sitze).
Bei der Oberbürgermeisterwahl am 27. Oktober 2019 erhielt der SPD-Kandidat Ulf Kämpfer 63,0 % der Stimmen. Andreas Ellendt (CDU) erhielt 23,1 % der Stimmen, Björn Thoroe (Die Linke) 9,3 % der Stimmen und Florian Wrobel (Die PARTEI) 4,6 % der Stimmen.

## Schulen

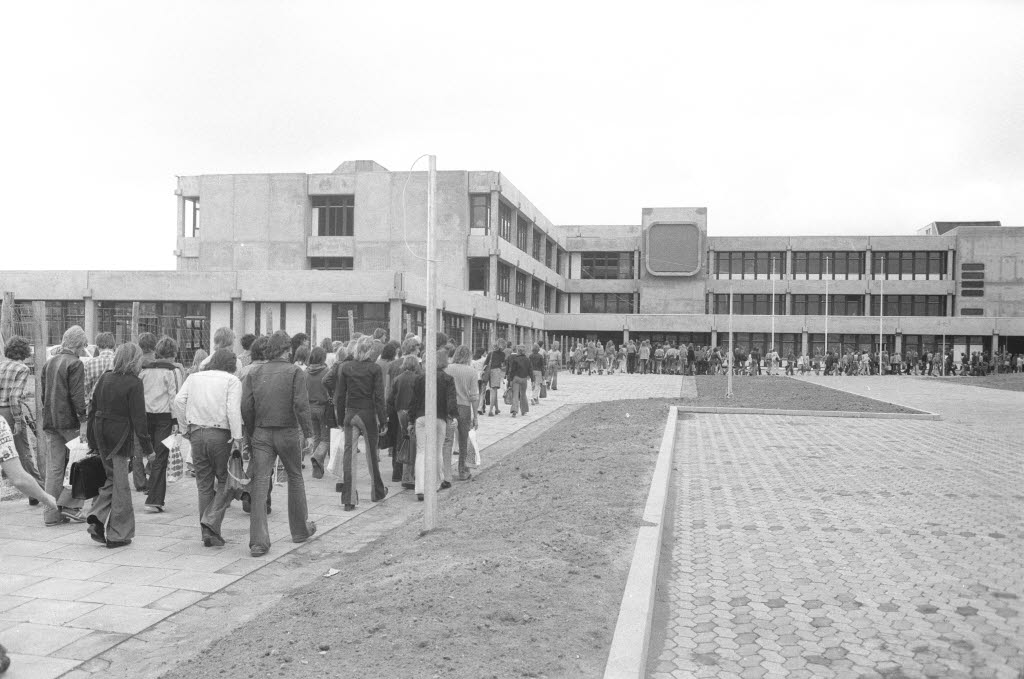
Die Schüler der bisherigen Realschule im Schulzentrum südlich des Heidenberger Teiches ziehen in ihre neuen Klassenräume im neu errichteten Bildungszentrum Mettenhof (1975)

- Schule am Heidenberger Teich, Grundschule
- Schule am Göteborgring, gebundene Ganztagsgrundschule und Förderschule
- Bildungszentrum Mettenhof (BZM)
  - Leif-Eriksson-Gemeinschaftsschule, gebundene Ganztagsschule
  - Thor-Heyerdahl-Gymnasium
  - Lilli-Nielsen-Schule, Förderzentrum körperliche und motorische sowie geistige Entwicklung
- Max-Tau-Schule, offene Ganztagsschule, Grund-, Haupt- und Regionalschule
- Bildungszentrum Kiel für Bundesfreiwillige (ehemalige Zivildienstschule)